# José María San Martín
José María San Martín (n. Nacaome (Honduras); 29 de marzo de 1811 – f. Chalatenango (El Salvador); 12 de agosto de 1857) fue un político centroamericano, Ministro de Hacienda y Guerra (1846-1847;1856) y Presidente de El Salvador, (1852) (1854-1856).

## Biografía
Nació en el seno de una familia criolla hondureña. Era hijo del político conservador Joaquín de San Martín, que también fue Jefe de Estado de El Salvador. En su infancia, su familia se trasladó a la localidad salvadoreña de Chalatenango. 
Inició estudios de filosofía en la Universidad de San Carlos de Guatemala, que no concluyó. En 1832, fue elegido Diputado a la Legislatura salvadoreña. En 1834 se unió al ejército reunido por su padre, (que entonces gobernaba El Salvador) para combatir al presidente de la Federación Centroamericana, el liberal Francisco Morazán. Vencido esta fuerza militar, la familia San Martín tuvo que exiliarse en México. Donde dejó familia muy importante. 
De vuelta en El Salvador en 1840, se incorporó al ejército del Estado en calidad de teniente coronel. En 1842 dirigió un levantamiento armado en contra del general Francisco Malespín, comandante militar del Estado. Fracasado este movimiento, San Martín se exilió en Honduras.

### Regreso a El Salvador
Volvió a El Salvador en 1845. En fines de febrero de 1846, cuando era gobernante y comandante del Departamento de Cuscatlán, el presidente Eugenio Aguilar lo nombró Ministro de Hacienda y Guerra encargado del Despacho General, aceptó el nombramiento. Por necesitar que dedicarse al cuidado de los pocos bienes que le quedaron después de las pasadas revoluciones, renunció su cargo en el 31 de diciembre de 1847. Esta renuncia fue admitida por el gobierno en el 3 de enero de 1848, y se le dio gracias a nombre del estado por su servicio.
Fue elegido diputado propietario por el distrito de San Salvador por el Cantón del Sur para 1849, siendo su suplente el señor Yanuario Blanco. Y al mismo tiempo fue senador propietario por el distrito de San Salvador, siendo su suplente el señor Licenciado Andrés Castro. En la junta preparatoria a la cámara de senadores del 20 de enero fue nombrado presidente de la junta. Después pasó a ser vicepresidente de la Asamblea General, siendo Eugenio Aguilar el presidente de la asamblea. Las cámaras se instalaron en el 3 de febrero, y sus sesiones abrieron en el 5 de febrero.
Fue elegido senador para la Asamblea General de 1850 cuyas sesiones abrieron en el 24 de enero. Fue Presidente del Poder Legislativo (1851-1853) y como tal desempeñó brevemente la presidencia provisional de la nación del 30 de enero al 1 de febrero de 1852. 

### Presidencia
Elegido presidente de la República, para el período constitucional 1854-1856, en los comicios celebrados a finales de 1853, asumió el cargo el 15 de febrero de 1854. En abril de 1854, un terremoto provocó grandes daños a San Salvador, capital de la República. El gobierno trasladó su sede a Cojutepeque y decretó la fundación de la ciudad de Nueva San Salvador, (hoy Santa Tecla), para establecer una nueva capital. Durante la presidencia de San Martín se decretó la creación del departamento de Chalatenango, el 14 de febrero de 1855; se encargó a Isidro Menéndez, la recopilación de las leyes vigentes en el país; y se mantuvieron relaciones pacíficas con el gobierno conservador de Guatemala. José María San Martín entregó el poder el 1 de febrero de 1856 al Senador Designado Francisco Dueñas. 

### Después de su presidencia
San Martín volvió a ocupar el cargo de Ministro de Hacienda, en el gobierno de Rafael Campo, en el período comprendido entre el 4 de agosto y el 8 de octubre de 1856. 
El expresidente falleció en Chalatenango, durante la epidemia de cólera morbus.